# شهرستان قزل‌جار
شهرستان قزل‌جار (به قزاقی: Қызылжар ауданы، قىزىلجار اۋدانى) یک شهرستان در قزاقستان است که در استان قزاقستان شمالی واقع شده‌است.

## وجه تسمیه
نام شهرستان قزل‌جار متشکل از دو واژهٔ «قزل»  (به قزاقی: қызыл، قىزىل) به معنی قرمز، و «جار» (به قزاقی: жар، جار) به معنی صخره یا پرتگاه می باشد. معنی واژهٔ «قزل‌جار» صخره یا پرتگاه قرمز می‌باشد.

## خصوصیات
شهرستان قزل‌جار ۴۴٬۶۸۱ نفر جمعیت دارد.